# Хряпа, Борис Иванович
Бори́с Ива́нович Хря́па (укр. Борис Іванович Хряпа; 1926—2009) — заслуженный работник МВД, кавалер ордена Красной Звезды, ордена Ленина, ордена Отечественной войны 1 степени, награжден многими медалями, Почетной грамотой Президиума ВС СССР, отличием Президента Украины «Именное огнестрельное оружие» — пистолетом «Форт-12». 81 раз был поощрен руководством МВД, в том числе 8 именными часами; полковник запаса.

## Биография
Родился в крестьянской семье, отец был участником Первой мировой войны, награжден Георгиевским крестом, награду вручал лично Николай II; при советской власти работал в «Заготзерно», мать воспитывала шестерых детей.
К началу Великой Отечественной войны окончил 7 классов, занимался стрельбой, выполнил нормативы на значок «Ворошиловский стрелок». С началом войны отца забрали на фронт, семья осталась на оккупированной территории; сестру Марфу угнали на принудительные работы в Германию.
При возвращения советской власти добился, что бы его в сентябре 1943 включили в пехоту, участвовал в боях за освобождение Полтавщины. Служил в батарее 45-мм пушек, как пример его в одной фронтовой заметке ставила армейская газета «За Родину», в целом подбил 5 танков. Освоил мастерство снайпера, в свободное от обязанностей наводчика-артиллериста уничтожил 21 нацистского солдата, и 1 снайпера — по найденным документам оказалось, что последний убил 42 советских воинов.
Был ранен в глаз, выздоровел и вернулся на фронт — впоследствии оказалось, что в глазу осталось 5 осколков, которые и вызвали дальнейшую потерю зрения одного глаза. В феврале 1944 ранен второй раз разрывной пулей, лечился в госпиталях Кировограда и Харькова, Ленинакана, в августе комиссован как непригодный к строевой службе и физического труда. Уже на пенсии ему оперативно удалили половину раненой во время войны ступни.
Вернувшись домой, узнал, что отец погиб на фронте, и, не желая быть нахлебником в семьи, уговаривает врача выписать справку о пригодности к службе, работает в Кобеляцком райотделе милиции, на работу ходил с палочкой. В том же году командирован в Киев, работал постовым милиционером, прошел ускоренные курсы, назначен в отдел по борьбе с бандитизмом.
Без отрыва от работы заочно окончил Одесскую школу милиции. Из-за серии краж материала на пошив, командированный в Ростов-на-Дону принял участие в комбинированной операции, войдя под легендой в отношения к родственникам разыскиваемого «вора в законе».
После того был командирован для обучения в Высшую школу милиции МВД СССР, но не смог пройти медицинскую комиссию — по ранению. Поступил на заочное отделение Киевского государственного университета — на юридический факультет, который успешно окончил в 1960-х годах.
В своё время Борис Иванович пытался склонить к сотрудничеству с милицией мошенника Семена Могилевича, судимого за валютные спекуляции: работая в киевском уголовном розыске, он неоднократно передавал Могилевичу через знакомых уголовников просьбы позвонить и встретиться, но Могилевич отказывался наотрез, поскольку не хотел компрометировать себя связями с милицией. Однажды милиционеры тайно сфотографировали Могилевича, сидевшего на скамейке вблизи Софиевской площади рядом с Хряпой: предполагалось, что фото сойдёт в качестве инструмента шантажа на случай, если Могилевич будет и дальше отказываться. Однако Семён так и не испугался, а Хряпа решил не настаивать на дальнейшей его «разработке».
В течение почти 20 лет работал заместителем начальника киевского уголовного розыска, ушёл на пенсию в ноябре 1983 года. Однако, продолжал работать консультантом Главного управления МВД в Киеве, подраздел «Сова». Скончался в 2009 году.

## Награды и звания
- Орден Ленина (1971)
- Орден Отечественной войны I степени
- Орден Красной Звезды (1965)
- Именное огнестрельное оружие (1996)
- Заслуженный работник МВД СССР
- медали СССР и иные награды

## В кино
В фильме «При загадочных обстоятельствах» 2011 года (экранизация одного из детективов Валерия Лапикуры) один из героев — Иван Борисович Старый, прототипом которого стал как раз Хряпа (роль сыграл Валерий Золотухин).